# الزهرا، حماة
الزهرا (به عربی: الزهراء) یک روستا در سوریه است که در ناحیه جب رمله واقع شده‌است. الزهرا ۱٬۰۱۹ نفر جمعیت دارد.